# World Championship Tennis Finals 1988
World Championship Tennis Finals 1988 byl osmnáctý ročník tenisového turnaje WCT Finals, pořádaný jako první ze tří událostí World Championship Tennis hraných v rámci okruhu Grand Prix. Probíhal mezi 28. březnem až 4. dubnem na koberci dallaské haly Reunion Arena.
Na turnaj s rozpočtem 500 000 dolarů se kvalifikovalo osm tenistů. Jediný dallaský titul v historii turnaje pro německé hráče vybojoval nejvýše nasazený Boris Becker po finálovém vítězství nad švédskou turnajovou dvojkou Stefanem Edbergem ve čtyřech setech. Připsal si tak čtvrtý titul probíhající sezóny a celkově dvacátý druhý v kariéře.

## Finále

### Mužská dvouhra
- Boris Becker vs.  Stefan Edberg, 6–4, 1–6, 7–5, 6–2